# 枡形停留場
枡形停留場（日语：／ Masugata teiryūjō */?），是位於高知縣高知市上町一丁目和升形，土佐電交通伊野線的電車站。

## 歷史
伊野線最初是由土佐電交通的前身土佐電氣鐵道於1904年（明治37年）開通。當時的路線許可狀為，但是首先開通的區間為堀詰停留場至乘出停留場。此電車站（枡形停留場）於上述區間開通後2年，在乘出停留場至鏡川橋停留場之間開通之際才啟用。
此電車站在啟用至今沒有改名，而在文獻記錄中，曾經以「升形」或「桝形」的方式標記。站名牌會以「升形」的方式標示。在電車內設有車長乘務時，車長會以「枡形廣小路」稱呼此電車站。
- 1906年（明治39年）10月9日 - 土佐電氣鐵道電車站啟用[2]。
- 2014年（平成26年）10月1日 - 土佐電氣鐵道、高知縣交通（日语：高知県交通）和土佐電Dream Service（日语：土佐電ドリームサービス）合併，土佐電交通成立[5]。成為土佐電交通的電車站。

## 電車站構造
電車站是建造在共用道路上，設有2面2線的相對式乘車處（千鳥式）。兩月台之間相隔一個路口，路口東邊為播磨屋橋方向月台，西邊為伊野方向月台。伊野方面向月台位於高知市上町一丁目，播磨屋橋方向月台位於高知市升形。
在伊野一方設有渡線。部分來自播磨屋橋和高知站前方向的電車會在此電車站折返。

## 電車站周邊
「枡形」這地名取自當地有一個枡形狀的廣場，曾經用作在緊急時候，武士集合的地方。
- 龍馬郵局（日语：龍馬郵便局）
- 國道33號（日语：国道33号）
- 「升形」巴士站

## 相鄰電車站
土佐電交通
伊野線
運動場通－枡形－上町一丁目

## 注腳
1. 1 2 3 4  《土佐電鉄が走る街 今昔》28-33頁
2. 1 2  《土佐電鉄が走る街 今昔》98・156-158頁
3. 1 2  今尾惠介（監修）. . 11 中国四国. 新潮社. 2009: 60. ISBN 978-4-10-790029-6 （日语）.
4. ↑  . 高知新聞社. 1998: 88. ISBN 4-87503-268-4 （日语）.
5. ↑  上野宏人. . 毎日新聞 (毎日新聞社). 2014-10-02 （日语）.
6. 1 2  川島令三. . 【図説】 日本の鉄道. 第2巻 四国西部エリア. 講談社. 2013: 41・93頁. ISBN 978-4-06-295161-6 （日语）.
7. ↑  川島令三.  四國篇. 草思社. 2007: 292. ISBN 978-4-7942-1615-1 （日语）.
8. ↑  . 今日のにっこりひまわり. 向日葵乳業. 2003-07-19  [2017-05-16]. （原始内容存档于2016-11-19） （日语）.